# Preizkusni pilot
Preizkúsni pilót (redkeje tudi téstni pilót, preskúsni pilót) je civilni ali vojaški pilot, katerega poklic je praktično preizkušati nove tipe letal, oziroma nove različice, ter tako pripomoči k razvijanju in proizvodnji letal, to ni osnovna kvalifikacija ampak nadgradnja. Namen preizkusnih pilotov je določiti ali je preizkusno letalo dovolj razvito in ali se obnaša v skladu z načrtovanim. Preizkusna faza je zelo pomembna pri ugotavljanju ali je novo letalo, oziroma izpeljanka obstoječega letala, dobro načrtovano in izdelano. Naloga testnega pilota je, da za novo letalo napiše priročnik za uporabo zrakoplova in s tem vse standardne postopke rokovanja, ugotovi hitrosti vzleta, pristanka itd., izmeri vzletno pristajalne zmogljivosti zrakoplova, da se lahko zapišejo v priročnike za uporabo letala.
Preizkusni piloti so visoko izšolani piloti, ki imajo odletenih več 1000 ur na različnih vrstah zračnih plovil: jadralnih letalih, potniških letalih, vojaških lovcih in akrobatskih letalih v različnih vremenskih pogojih. Preizkušanje vojaških letal še posebej velja za najbolj izzivalno in tvegano letenje v mirnodobnih razmerah, zaradi česar predstavlja enega od vrhov vojaškega letalstva, nekdaj pa tudi astronavtske službe. Za začetek šolanja tesnega pilota vojaških letal se običajno zahteva 1000 ur nadzvočnega naleta.
Tetstne pilote šolajo samo štiri države: 
- ZK: ETPS: Empire Test Pilots' School 1943,
- ZDA: USAF TPS 1944 in USN TPS 1945,
- Francija: EPNER: École du Personnel Navigant d’Essais et de Réception 1946,
- Rusija: FTPS: Fedotov Test Pilot School 1947

Cena šolanja enega tesnega pilota lahka znaša tudi do 50 milijonov dolarjev, če upoštevamo njegove zahtevane predhodne izkušnje.